# Maresso
Maresso is een plaats (frazione) in de Italiaanse gemeente Missaglia.